# ヴィクトル・サヴィヌイフ
ヴィクトル・サヴィヌイフ（Viktor Petrovich Savinykh、1940年3月7日-）は、ソビエト連邦キーロフ州ベレズキニ出身の宇宙飛行士である。既婚で子供が1人いる。1978年12月1日に宇宙飛行士に選ばれ、1989年2月9日に引退した。
ソユーズT-4、ソユーズT-13、ソユーズTM-5でフライトエンジニアを務めた。
通算で252日と17時間38分宇宙に滞在した。1981年5月26日と1985年12月の2度に渡ってソ連邦英雄を受章している。